# Pinczehelyi András
Pinczehelyi András (Pécs, 1982. március 23.–) magyar festőművész.

## Családi háttér
Édesapja Pinczehelyi Sándor grafikus, festő, egyetemi tanár, édesanyja Pinczehelyi (Kovács) Éva.

## Életpályája
2001-ben érettségizett a pécsi Leöwey Klára Gimnázium angol tagozatán. 2001-től 2008-ig a Pécsi Tudományegyetem Művészeti Karának festő szakos hallgatója volt. 2008 óta tagja a Magyar Alkotóművészek Országos Egyesületének. 2005-ben elnyerte az Add el a designt! Design Hét kirakatpályázat II. díját (Gyuris Róberttel és Kiss Endrével).
Tizenévesként a férfi kosárlabda utánpótlás-válogatott tagja. Édesapja által inspirálva választotta a képzőművészeti pályát. Egyetemi tanulmányi alatt a művészeti karhoz tartozó kis házban rendezte be más diákokkal közös műtermét, ebből nő ki Kiss Endre festőművésszel és Gyuris Róbert keramikusművésszel a későbbi művészcsoport Kisház néven.
2011-ben a Római Magyar Akadémia két hónapos ösztöndíján vett részt.

## Kiállításai[2][3]

### Egyéni kiállítások
2009 • Családok VI., 2B Galéria, Budapest [[[Pinczehelyi Sándor]]ral].
2010 • Menschenbilder, Dengler und Dengler, Stuttgart
2013 • Wenn ich realistisch bin...; Dengler und Dengler, Stuttgart
2016 • Chiaroscuro, Art Alarm Galeria, Stuttgart

### Csoportos kiállítások
2003 • Európai festészet, Pécsi Orvostudományi Egyetem, Pécs
2004 • A Kisház, Helyőrségi Klub, Pécs • Művelődési Ház, Balatonszemes • Emausz, May pince, Bóly
2005 • Kisház 2, Parti Galéria, Pécs • Design Hét, Budapest •  Múzeumok éjszakája, Musée Schinkovich, Budapest • A magyar festészet napja, Musée Schinkovich, Budapest • Emausz, May pince, Bóly • Ultra Derm, Közelítés Galéria, Pécs
2006 • A Kisház lesújt, Ifjúsági Ház, Pécs • A magyar festészet napja, Musée Schinkovich, Budapest • Múzeumok éjszakája, Musée Schinkovich, Budapest
2007 • Kispiac Projekt, Közelítés Művészeti Egyesület, Pécs • A magyar festészet napja, Musée Schinkovich, Budapest • Meeting point, Múzeum, Arad, Románia • Meeting point, Pécsi Galéria, Pécs
2008 • Meeting point, Valdinger terem, Eszék, Horvátország •    Terepgyakorlat, HattyúHáz, Pécs • Meeting point, Galerie mesta Plzné, Pilsen, Csehország • Meeting point, Oskar Kokoschka Múzeum, Pöchlarn, Ausztria • Diplomakiállítás, PTE Művészeti Kar, Aula, Pécs • Művészi hordók, Vylyan Pince, Kisharsány • Ég a ház, Pécsi Kisgaléria, Pécs • We are here, Pécsi Galéria, Pécs
2009 • MAOE új tagok, Duna Galéria, Budapest.  •  Kéznyújtás, REÖK palota, Szeged  • Meeting Point 2, Színház, Arad
2010 • Meeting Point 2, Pécsi Galéria, Pécs • Kaleidoscope - Pécs2010, Magyar Kulturális Intézet, Brüsszel • Kaleidoscope - Pécs2010, Európa Parlament, Yehudi Menuhin terem, Brüsszel  • Kaleidoscope - Pécs2010, Galerie du Beffroi, Namur • Meeting Point 2, Waldinger Galerija, Osijek
2011 • Kälte, Dengler und Dengler, Stuttgart  • "Hommage a Zlatko Prica", Pécsi Kisgaléria, Pécs  • Esterházy Művészeti Díj, Szépművészeti Múzeum, Budapest • Meeting Point 3, Múzeum, Arad   •  Meeting Point 3, Pécsi Galéria Pécs
2012 • Schwarz, Dengler und Dengler, Stuttgart • Meeting Point 3, Waldinger Galerija, Osijek • Spectrum, Dengler und Dengler, Stuttgart • Face a Face - Szemtől szemben, Französisches Kulturinstitut, Budapest • 35 éves a Pécsi Galéria, Pécsi Galéria, Pécs

### Performanszok
2004 • Megnyitó, Helyőrségi Klub, Pécs
2005 • Az Alma, Ifjúsági Ház, Pécs
2006 • Siker-kudarc, Művészetek Háza, Pécs

### Díszletek
2005 • Uránbányászok, Felvonulási tér, Budapest
2006 • Tank, Felvonulási tér, Budapest